# فهرست تیم‌های ملی فوتبال با نام مستعار(اقیانوسیه)
فهرست القاب تیم‌های اقیانوسیه زیر نظر کنفدراسیون فوتبال اقیانوسیه

## نام مستعار
| تیم              | نام مستعار             | یادداشت | منبع.       |
| ---------------- | ---------------------- | --- | ----------- |
| ساموای آمریکا    | فیلی                   | فیلی به معنای برگزیده یا برگزیده در گویش ساموایی است. | [ ۱ ]       |
| جزایر کوک        | سبز و سفید             | پرچم جزایر کوک از سال ۱۹۷۹ تا ۱۹۷۳ رنگی عمدتاً سبز بود که نشان دهنده رشد و زندگی مداوم جزایر بود.                                                                               | [ ۱ ]       |
| فیجی             | پسران بولا             | «بولا» سلامی است که در فیجی استفاده می‌شود. | [ ۲ ]       |
| کیریباتی         | کیریباتی               | نماینده ۳۴ جزیره مرجانی زیبا، صخره‌ها و جزیره کیریباتی. | [ ۳ ] [ ۴ ] |
| کالدونیای جدید   | کاگوس                  | از یک پرنده کاکل دار و تقریباً بدون پرواز خاکستری مایل به آبی مربوط به ریل‌ها که فقط در جزیره کالدونیای جدید یافت می‌شود.                                                         | [ ۱ ]       |
| نیوزیلند         | سفید پوشان             | نیوزلند در طول رقابت‌های مقدماتی جام جهانی ۱۹۸۱ از نوار بازی «تمام سفید» استفاده کرد.                                                                                           | [ ۵ ]       |
| نیوزیلند(بانوان) | سرخس                   | سرخس یکی از نمادهای ملی نیوزلند است. | [ ۶ ]       |
| نیووی            |                        | |             |
| پاپوآ گینهٔ نو    | کوسکوس                 | گونه ای از پوسوم استرالیایی. | [ ۷ ]       |
| ساموآ            | مانومه                 | پرنده بومی | [ ۱ ]       |
| جزایر سلیمان     | بونیتوس‌ها              | قبیله ماهی‌ها | [ ۸ ]       |
| تاهیتی           | جنگجویان آهنین         | آهن از ابتدا در فرهنگ تاهیتی در هم تنیده شده‌است. هنگامی که کاپیتان بریتانیایی ساموئل والیس در ۱۸ ژوئن ۱۷۶۷ تاهیتی را «کشف» کرد، بومیان مشتاق تجارت، به ویژه میخ‌های آهنی بودند. | [ ۱ ]       |
| تونگا            | تیمی فاکافوموا         | تیم ملی فوتبال تونگا. | [ ۱ ]       |
| تووالو           |                        | |             |
| وانواتو          | مردان سیاه پوش و طلایی | از پرچم وانواتو که دارای بخش‌های قرمز و سبز است که به صورت افقی با یک نوار طلایی که در یک حاشیه سیاه قرار دارد تقسیم شده‌است.                                                    | [ ۱ ]       |